# Садомазохизм
Са̀домазохи́зм — парафилия, заключающаяся в достижении полового удовлетворения посредством душевного или физического страдания, причиняемого партнёру или самому себе в процессе партнёрских взаимоотношений.
Девиация связана с желанием совершать действия, причиняющие боль, которые являются унижающими, показывают подчинённое положение человека, на которого направлены, либо быть объектом таких действий. В первом случае имеет место садизм, во втором мазохизм. Нередко индивид сочетает садистские и мазохистские действия, получая удовлетворение и от тех, и от других.
Отдельные элементы садомазохистских практик могут быть характерны и для нормальных сексуальных отношений. Например, похлопывание во время секса по ягодицам, половым губам, клитору, грудям; нежные, лёгкие укусы сосков, губ, мочек ушей и т. д. Садомазохизм признаётся психическим расстройством только в случаях, когда подобные действия становятся основным элементом сексуальной жизни, а достижение сексуальной разрядки без их использования невозможно, и только когда это приносит серьёзные проблемы в персональной или рабочей жизни или приводит к насильственным половым актам или  причиняет существенный клинически значимый субъективный личностный дистресс.
Садомазохизм необходимо отличать от возможных проявлений агрессивности или жестокости, имеющих место в сексуальных ситуациях, которые не связаны с получением наслаждения.
Термин «мазохизм» также применяется в психологии личности (Отто Кернберг) для описания склада личности, склонного к идеализации и сакрализации страданий.

## Терминология
Названия «садизм» и «мазохизм» были предложены в 1886 году сексологом Рихардом фон Крафт-Эбингом. Первое происходит от имени маркиза де Сада (использовал в творчестве сцены сексуального насилия), второе — от имени Леопольда фон Захера-Мазоха (описывал подчинение женщине и получение удовольствия от унижения, полученного во время наказания). Термин садомазохизм предложен австрийским психоаналитиком Исидором Задгером в 1913 году.
Ранее использовался также термин «алголагния» (от др.-греч. ἄλγος — «боль» и λαγνεία — «похоть, страсть, сладострастие»), означающий влечение к причинению или претерпеванию боли. Однако исследования показали, что сама по себе боль не является фактором, вызывающим сексуальное наслаждение ни у садистов, ни у мазохистов. Сексуальное удовлетворение при садомазохизме обуславливается отношениями доминирования и подчинения, в которых причинение боли выступает лишь в качестве одного из элементов.

## Садизм и мазохизм как единое явление
В настоящее время садизм и мазохизм рассматриваются[кем?] как проявления единого явления — садомазохизма. Это связано с тем, что в психоанализе мазохизм нередко рассматривается как разновидность садизма, направленного на самого себя (аутосадизмом). По этой причине в Международной классификации болезней 10-пересмотра (МКБ-10) садизм (сексуальный) и мазохизм (сексуальный) были объединены в диагноз «садомазохизм» (англ. sadomasochism, F65.5), но в следующем издании классификации этот диагноз исчез и был заменён на принудительное сексуальное садистическое расстройство, при котором добровольные садистические практики с согласия вовлечённого лица, в отношении которого они применяются, исключают данный диагноз, при условии, что паттерн поведения не сопряжён со значительным риском травматизации или смерти для человека.
Объединение садизма и мазохизма в единый феномен садомазохизма не является результатом научного консенсуса, например, эксперты и психиатры Американской психиатрической ассоциации ещё с версии руководства психических расстройств 1968 года — DSM-II — считали мазохизм и садизм разными сексуальными девиациями, которые нет разумных оснований объединять. И по сей день они не объединяют садизм и мазохизм, в Диагностическом и статистическом руководстве по психическим расстройствам последнего, 5-го издания 2013 года (DSM-5), садистическое сексуальное расстройство (англ. sexual sadism disorder, 302.84/F65.52) и мазохистическое сексуальное расстройство (sexual masochism disorder, 302.83/F65.51) — разные, не объединяемые, диагнозы, и «садомазохизма» как диагностической единицы не имеется.
С 1900-х годов разные исследователи по-разному относятся к идее объединения садизма и мазохизма. К примеру, знаменитый австрийско-немецкий психиатр Рихард фон Крафт-Эбинг (1886) клинически очень чётко разграничил мазохистов и садистов и обнаружил, что садистов только треть и они — очень маленькая статистическая единица. Маршалл и Кеннеди пришли к заключению, что за чуть более, чем сто лет исследований и клинических наблюдений, мы так и не пришли к пониманию садизма лучше, чем фон Эбинг, описавший его с медицинской точки зрения. Вероятно, одним из первых, кто находил общее этих девиаций был Зигмунд Фрейд (1924), он рассматривал садизм как направленный вовне глубоко скрытый мазохизм и медленную форму самоуничтожения. Объединил понятия «садизм» и «мазохизм» последователь Фрейда психоаналитик Исидор Задгер (1867—1942). Некоторые современные исследователи этого феномена даже считают, что у всех людей есть садистические черты.
Бернер, Бергер и Хилл (2003) проводили исследования классификаторов МКБ-10 (1994) и DSM-IV (1994) и отметили, что садизм и мазохизм был объединён в МКБ-10 в садомазохизм и разделён на садизм и мазохизм в американской классификации DSM-IV. Они пришли к выводу, что разработчики МКБ-10 предполагают, что в большинстве случаев, как пассивные, так и активные желания (доминирование и подчинение) объединены у одного и того же человека.
В Международной классификации болезней, травм и причин смерти 1967 года (МКБ-8) садизм и мазохизм не объединяются, и относятся к рубрике «Другие сексуальные девиации» (код 302.8). В МКБ-9 1977 года изменений не внесено. Даже в советской МКБ 9-го пересмотра садизм и мазохизм не объединяются и относятся к рубрике «Другие половые извращения и нарушения» (код 302.8). Только с МКБ-10 появляется «садомазохизм», международная конференция по этому руководству проводилась в 1989 году, оно было одобрено в мае 1990 года и с 1994 года им начали пользоваться. В России им начали пользоваться чуть позже, в 1997 году вышел приказ Минздрава РФ о переходе всех медучреждений на МКБ-10, а полностью на неё перешли в 1999 году.
Норвежские учёные Reiersøl и Skeid (2006) утверждали, что три диагностические категории должны быть удалены из Международной классификации болезней: садомазохизм (F65.5), фетишизм (F65.0) и фетишистский трансвестизм (F65.1), так как эти феномены в настоящее время бесполезно диагностировать, да и вообще они не являются болезнями.
Согласно Скандинавскому Центру Классификаций в области здравоохранения, который сотрудничает со Всемирной организацией здравоохранения по классификациям, включая государственные статистические агентства здравоохранения для этих стран, несколько скандинавских стран внесли изменения в принятые у них МКБ-10. В Дании садомазохизм был удалён из классификации 1 мая 1995 года. В Швеции садомазохизм был упразднён с 1 января 2009 года вместе с некоторыми другими «расстройствами» из рубрик F64/F65 МКБ-10. На 2017 год издания классификации были упразднены следующие диагнозы: F64.1 «трансвестизм двойной роли», F64.2 «расстройство половой идентификации детского возраста», F65.5 «садомазохизм» и F65.6 «множественные расстройства сексуального предпочтения». Те же диагностические категории были удалены Норвегией в 2010 году и Финляндией в 2011 году. В норвежском издании МКБ-10 напротив садомазохизма (нор. «sadomasochisme») уже́ написано: «brukes ikke i Norge», то есть «не используется в Норвегии». Во втором финско-шведском пересмотренном издании МКБ-10, изданном в 2012 году, в начале книги указано, что следующие диагнозы «не требуются» (фин. «ei tarvita» / швед. «behövs inte»): F64.1, F65.0, F65.1, F65.5, F65.6, и среди них, конечно же, садомазохизм.
Из Международной классификации болезней, мировой ведущей системе классификации болезней и патологических состояний, которая является нормативным документом по медицине и используется практически поголовно всеми врачами на территории пост-СССР и Европы, и в целом отражающей современный этап развития медицинской науки, решили исключить это «расстройство полового влечения». Садомазохизм заменён на более точное по критериям расстройство, а мазохизм вовсе из него был убран.
Всемирная организация здравоохранения для подготовки обновлений и пересмотра категорий «расстройства полового предпочтения» и «расстройства половой идентификации» была назначена Рабочая группа по классификации сексуальных расстройств и сексуального здоровья (WGSDSH). WGSDSH также предложила удалить садомазохизм из классификации. И, в конце концов, садомазохизм был удалён ВОЗ из версии МКБ-11 2018 года, сексуальный мазохизм там тоже отсутствует. Однако появилась новая диагностическая единица: парафильное расстройство «насильственное сексуальное садистическое расстройство» (англ. coercive sexual sadism disorder, код 6D33). Однако оно по критериям отличается от сексуальных садомазохистских практик БДСМ (от англ. BDSM — Bondage & Discipline, Domination & Submission, Sadism & Masochism). Страдающих этим расстройством, в отличие от практикующих БДСМ, не интересует безопасность партнёра или его желание прекратить сексуальную деятельность. Основная характеристика, по версии МКБ-11: «нанесение физических или психологических страданий человеку, у которого отсутствует согласие на это». Также у садиста должны быть фантазии и побуждения, которые приводят к дистрессу. При этом сексуальный садизм и мазохизм по согласию исключает данный диагноз при условии, что паттерн поведения не сопряжён со значительным риском травматизации или смерти для человека.. Садомазохизм и прочие клинически сомнительные половые расстройства были удалены «на основе достижений в области исследований и клинической практики».
Даже философы делали различение садизма и мазохизма. Самый известный теоретик из них — французский философ Жиль Делёз, который считал мазохизм и садизм принципиально различными на личностном уровне, в своих рассуждениях он основывался на психоаналитической этиологии. Делёз говорил о разной направленности садизма и мазохизма, вытекающей из их разной природы, он расписал различия между этими двумя девиациями, также описал различие литературных приёмов Захер-Мазоха и Маркиза де Сада. Делёз писал:

Это синдром извращения вообще, который должен быть разобран, диссоциирован, чтобы можно было поставить какой-то дифференциальный диагноз. Вера в садо-мазохистское единство основывается не на собственно психоаналитической аргументации, а на дофрейдовской традиции, состоявшей из поспешных уподоблений и дурных генетических истолкований.

## Формирование садомазохизма
Исследования показывают, что достаточно часто склонность к садомазохизму закладывается в детском возрасте под влиянием жестоких действий со стороны родителей. Дети, которые подвергались в детстве воздействию со стороны родителей-садистов, могут воспринять подобный стереотип поведения и использовать его в отношении собственных детей. Естественным следствием подобных отношений в семье может стать и формирование мазохистского склада характера: ребёнок привыкает исполнять пожелания родителей, даже причиняющие ему страдания, чтобы доставить им удовольствие.

## Садомазохизм и общество
Садомазохизм считается самой распространённой из всех сексуальных девиаций, в определённой мере его проявления присущи всем людям. В большинстве случаев садомазохистские наклонности не препятствуют нормальной жизни человека в обществе, в том числе формированию семейных отношений. Более того, при удачном стечении обстоятельств может возникнуть пара, в которой садистские потребности одного партнёра соответствуют мазохистским другого, что является предпосылкой для установления более тесных отношений (в том числе в формате БДСМ-отношений).
В то же время нельзя отрицать, что садомазохизм достаточно часто имеет негативные социальные последствия. Достаточно часто у садомазохистов наблюдаются саморазрушительные, деструктивные потребности, проявляющиеся в злоупотреблении алкоголем и наркотиками, в антисоциальном поведении.
Садомазохизм может приводить к совершению актов сексуального насилия, вплоть до убийств на сексуальной почве, к мучению животных, к жестокому обращению с детьми под видом их «воспитания».

## Садизм
Садизм является эротическим проявлением желания осуществлять власть над человеком,  причинением физических и эмоциональных страданий. Садист получает удовольствие не от полового акта, а от процесса причинения жертве страданий. Садистам часто присущи такие качества характера, как эгоцентризм и нарциссизм.
Садизм может также носить внешне несексуальный характер: это имеет место в случае, когда садистское воздействие осуществляется в парах «родитель — ребёнок» или «учитель — ученик».

## Мазохизм
Мазохизм является взаимодополняющей противоположностью садизма: мазохист испытывает сексуальное возбуждение и получает удовлетворение от подчинения, покорности сексуальному партнёру, включающих готовность претерпевать боль и унижение. Подобно тому, как садизм может находить выражение в насильственных и агрессивных действиях, мазохизм может быть связан с поведением, провоцирующим негативную реакцию в отношении лица, являющуюся своего рода желанным «наказанием» для мазохиста.